# أوليفيا باينغتون
أوليفيا باينغتون (بالبرتغالية: Olivia Byington‏) هي مغنية وعازفة قيثارة وملحنة وشاعرة برازيلية، ولدت في 24 ديسمبر 1958 في ريو دي جانيرو في البرازيل.

## وصلات خارجية
- أوليفيا باينغتون على موقع IMDb (الإنجليزية)
- أوليفيا باينغتون على موقع ميوزك برينز (الإنجليزية)
- أوليفيا باينغتون على موقع أول ميوزيك (الإنجليزية)
- أوليفيا باينغتون على موقع ديسكوغز (الإنجليزية)
- أوليفيا باينغتون على موقع قاعدة بيانات الفيلم (الإنجليزية)